# 교토시립 예술대학
교토시립예술대학(京都市立藝術大學, Kyoto City University of Arts, Kyōtogeidai)은 일본 교토시에서 가장 오래된 예술 대학으로 1880년에 건립되었다. 교토예대(京都藝大)는 일본에서 처음으로 공립미술 대학이다.
대학의 약어가 교토예술대학（京都芸術大学, きょうとげいじゅつだいがく）, 교토예대（京都芸大, きょうとげいだい）, 교예（京芸, きょうげい）. 일본에서는 최초의 공립 예술 전문 학교를 모체로 설립 된 일본 최초의 예술 대학이다.

## 학교 연혁
교토 시립 예술대학은 1880년에 일본 최초의 공립 회화 전문학교로서 개설된 교토부 화학교를 모체로 하는 일본에서 가장 긴 역사를 가진 예술계 학교이다.미술과 음악을 양 축으로 하는 학교는 문화 수도 교토에 축적된 풍부한 미의 전통을 배경으로 창립 이래 140년에 걸쳐 국내외 예술계·산업계에서 활약하는 뛰어난 인재를 배출하여 일본뿐만 아니라 세계의 예술 문화에 공헌하였다.
1889년에 교토부 화학교는 시로 이관되어 그 후 시립 회화 전문학교, 시립 미술 전문학교와 변천을 거쳐 1950년에 시립 미술 대학이 되었다.한편, 1952년에 역시 전국 최초의 공립 음악대학으로서 쿄토시립 음악 단기대학이 설치되었다.개학의 취지에는 '교토시가 시민의 음악열의 치열한 실상을 감안하여 명실상부한 국제문화관광도시에 걸맞은 교양있는 사회인으로서의 음악예술가를 육성하기 위함'이라고 명명되어 있다.이 두 대학이 1969년에 통합되어 교토 시립 예술 대학이 되었다.
1980년에는 대학원 미술 연구과 석사과정이, 1986년에는 대학원 음악 연구과 석사과정이 각각 설치되었고, 그 후 1999년에 미술 학부에 종합 예술 학과가, 2002년에 음악 학부에 음악학 전공을 새롭게 설치했다.더욱이 2000년에는 미술연구과에 박사(후기)과정을 설치하고 석사과정에 보존수복전공을 개설했다.덧붙여 2000년에는 역사 문화 도시·쿄토에 어울리는 일본 전통 음악의 연구기관으로서 일본 전통 음악 연구 센터를 설치, 2003년에는 음악 연구과 박사(후기) 과정을 개설했다.
2010년에는, 전람회나 연주회 등 교육·연구 성과를 많은 시민에게 환원하는 것과 동시에, 시민의 평생 학습을 지원하기 위해 호리카와오이케에 쿄토시립 예술 대학 갤러리@KCUA(교토예대 아쿠아)를 설치했다.또, 2012년에는, 교육 연구의 충실을 시작해 쿄토의 문화 예술의 심볼로서의 새로운 발전을 실현하기 위해서, 운영의 전반에 걸쳐 보다 자주적인 대처가 가능해지는 공립 대학법인이라고 하는 새로운 운영체제로 이행했다.
이렇게 명실상부한 예술의 고도의 종합적 연구·교육기관으로서의 체제를 정돈한 본교는, 건학 이래의 자유롭고 선진적인 창조 정신을 한층 더 발전시켜, 국제적인 시점에 서서, 새로운 문명사회를 담당하는 다양한 가치의 발견이나 창조에 공헌하는 예술의 연구·교육·교류를 전개하고 있다.

### 연표
- 1880(메이지 13년) 교토부 화학교 창립(교토교엔 구 준후리 어전을 임시 교사로 함)
- 1882 폭풍으로 교사 파손, 가와라마치 오리덴으로 이전
- 1885 강변마을 전 권업장 터로 이전
- 1889 교토시의 경영으로 이동, 교토시 화가학교로 개칭, 교토교엔내 박람회 동관으로 이전
- 1890 동화정 산록, 지은원 통조원으로 이전
- 1891 교토시 미술학교로 개칭
- 1893 교토교엔내 동남쪽 신교사로 이전
- 1894 교토시 미술공예학교로 개칭
- 1907 가미교구 요시다 가와바타도리 아라카미구치 신교사로 이전
- 1909 교토 시립 회화 전문학교 창립, 미술공예학교 교사 일부 전용
- 1926 히가시야마구 이마구마노의 신교사로 이전, 소속 고등학교 「쿄토시립 미술 고등학교」를 설립, 그 후, 쿄토시립 히요시가오카 고등학교 미술공예부에 계승되었다.　예술공예학교는 1980년 독립했으며 현재는 교토시 도우다미술공예학교로 불린다.2023년 새 통합캠퍼스로 재편성된다.
- 1945 교토 시립 미술 전문학교로 개칭
- 1950 교토 시립 미술 대학 창립
- 1952 교토 시립 음악 단기 대학 창립
- 1956 음대, 사쿄구 성호원 시경찰학교 터로 이전
- 1969 교토 시립 예술 대학 개학
- 1980 대학원 미술연구과 석사과정 설치, 니시쿄구 오에다쿠츠카케로 이전
- 1986 대학원 음악연구과 석사과정 설치
- 1999 미대 종합예술학과 설치
- 2000 대학원 미술연구과 박사(후기)과정 설치, 대학원 미술연구과 석사과정 보존수복전공 설치, 교토예대 부속 일본전통음악연구센터 개설, 교토예대 창립 120주년을 맞는다.
- 2002 음대 음악학 전공 설치
- 2003 문부 과학성 지정"Good Practice"특색 대학이 되어, 대학원 음악 연구과 박사(후기) 과정 설치.
- 2010 교토예대 갤러리@KCUA(교토예대 아쿠아) 설치, 교토예대 창립 130주년을 맞이
- 2012 공립대학법인으로 이행
- 2013 3월, 쿄토역 동쪽에 있는 수우진 지구에 신교사 건설 신청서를 쿄토시 정부에 제출.
- 2014 1월 교토 시 정부는 2023년 교토예대와 교토시립 동타미술공예고등학교를 교토역 동쪽에 통합하는 계획을 발표했다.교토예대 부속 예술자원 연구센터 개설
- 2020년 4월 교토예대 창립 140주년 기념 슬로건: 1880~2020 '교토예대-교토와 함께, 예술을 함께' 공표
- 2020년 교토예대의 교토역 캠퍼스(수우진 캠퍼스) 건립이 시작되었다.